# Jo nin šógi

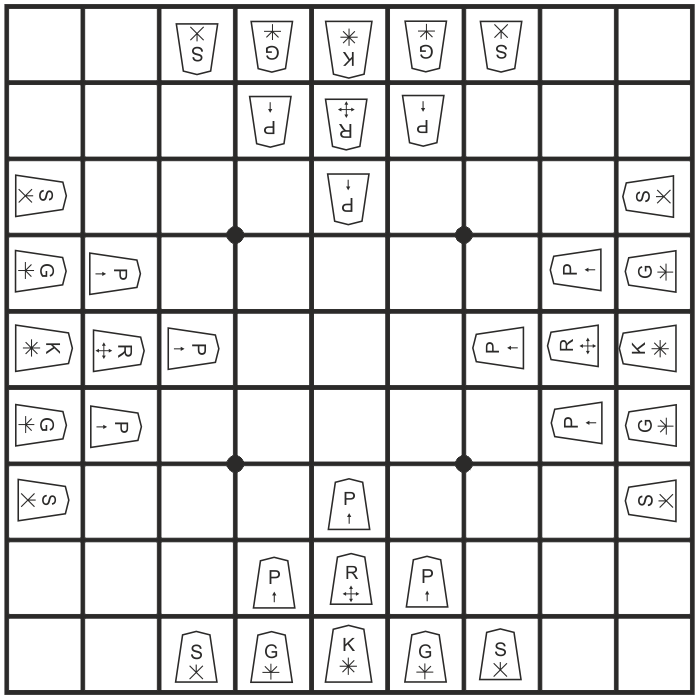
Rozestavení hracích kamenů v jo nin šógi

Jo nin šógi (japonsky 四人将棋, „šógi pro čtyři“) je varianta šógi pro 4 hráče. Dá se složit ze dvou klasických hracích sad šógi.
Má základní pravidla stejná jako klasické šógi Je zde i plnohodnotná povyšovací zóna. Rozdíl o proti klasickým šógi je, že hráči hrají podle směru hodinových ručiček. Pokud nějaký hráč dostane šach, tak je automaticky na řadě (tedy přeskočí hráče, kteří mají hrát před ním), jak dohraje svůj tah, pokračuje se dál od něj ve směru hodinových ručiček. Pokud hráč dostane šach mat, jeho král je mrtev a otočí se na vrub - tento král zůstane ve hře jako překážka pro ostatní hráče. Zbývající kameny na hrací desce a zajatce získává hráč, který dal šachmat. Poté může hráč, který zvítězil hýbat i druhými kameny na desce v jiném směru. Nasazovat může ale pouze ve svém směru, i přes to, že získá kameny v jiném směru.